# 西域
西域，古代地理名称，泛指中原以西區域，中国汉朝时多指天山南麓玉门关、阳关以西的诸多國家和地區，隋唐时的西域扩大，西至拂菻，中至波斯，南至婆罗门，元朝时更将欧洲和非洲的一部分包括在内。
在絲綢之路影響下，西域特指兩汉、隋唐兩代中原王朝朝廷設置的行政機構所管轄的位於今中國新疆大部及中亞部分地區，位于欧亚大陆中心，是絲綢之路的重要組成部分，其文化特徵依然可見于現在新疆地區的遺址及中国敦煌的壁畫。该地對東西方國家的貿易文化交流起到中轉站的重要作用。

## 區域

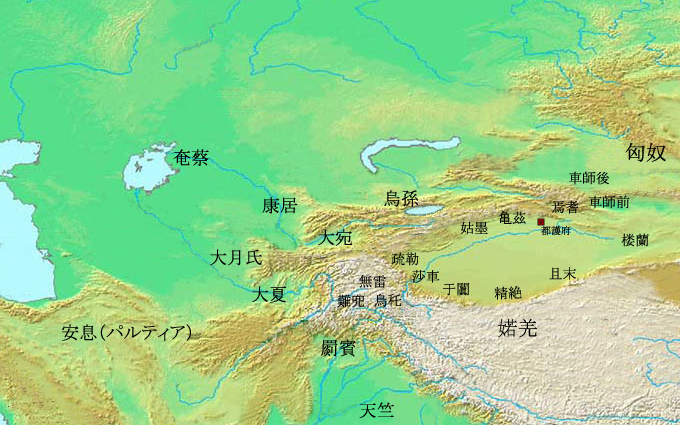
紀元前一世紀的西域諸国。

西域國家主要分佈在塔里木盆地、吐鲁番盆地和以北準噶爾盆地的邊緣，利用從高地上溶化的水在綠洲上生活，此外塔里木河與羅布泊是西域地區的主要农业、生活水源。因而该区域的国家兴旺与水有着密不可分的联系，据部分考古学家的判断，楼兰就是由于河流改道与罗布泊的迁移而消失的。
同时西域地区由于地理上的因素，国家的兴衰容易受到气候变化的影响，期間兩度受到影響，3世紀末期—5世紀後期，和自15世纪30年代以来东亚全境气候逐渐变冷，当地气候也受到强大影响，期間经过该地的商贸往来更乐意通过南方丝绸之路来进行，令西域贸易逐渐减少，各国也因此衰落了。
西戎與西域是不同的地域稱謂，但經常混稱，關於西域的史料有：《史記·大宛列傳》、《漢書·西域傳》、《後漢書·西域傳》、《晉書·西戎傳》、《梁書·西北諸戎傳》、《魏書·西域傳》、《周書·異域傳下》、《隋書·西域傳》、《南史·西域諸國傳》、《北史·西域傳》，以及《三國志》裴注引《魏略·西戎傳》共十一篇。《通典·邊防典》五至九爲“西戎”，其中七至九爲“西域”部份，可見西戎是比西域更大的概括範圍。中国南北朝时在西域设有西戎校尉府。

## 歷史
根據考證，公元前17世紀西域地區已出現基本的國家形態，並与阿富汗一帶的商人進行青金石貿易。此外，闐国（今中国新疆附近）出产的和闐玉也在商朝帝王武丁的坟茔中所发掘，说明当地在前13世纪就已经有人定居。在公元前5世纪左右，西域各国利用地处东西方交往要道的地理优势逐渐发展起来，在中原影响下各国的经济文化得到极大发展。

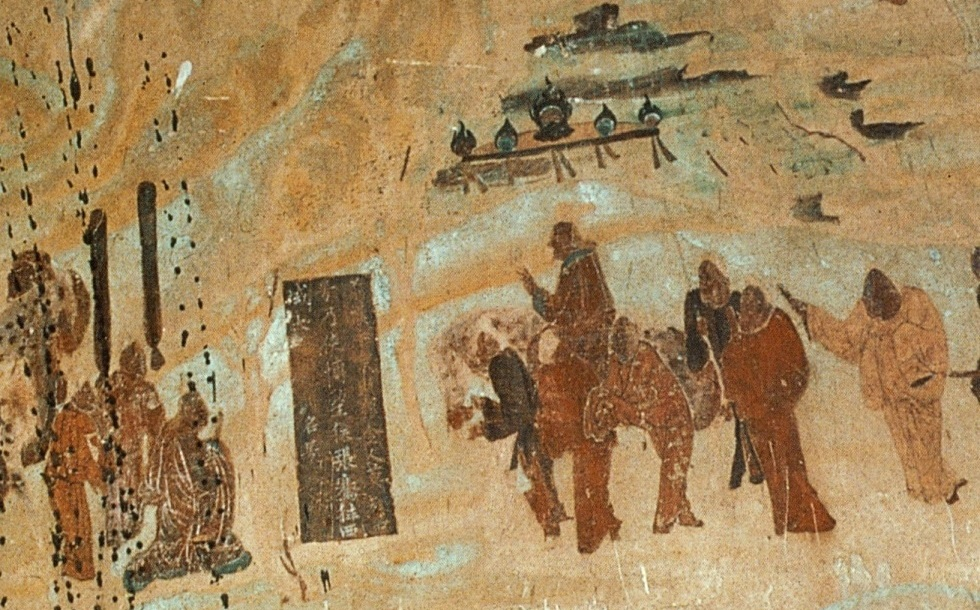
张骞出西域图（敦煌壁画）

西域一带在可考历史中于前17世纪左右出現城邦，並且在之後开始不斷发展。《汉书·西域传》记载在前2世紀初葉已有30余国分布在西域地区，故有“西域三十六国”之说。在張騫打通西域之前，匈奴在前3世紀初葉逐步開始支配西域各國的勢力。後漢朝破匈奴，西域各國轉而臣服于漢朝，至漢宣帝神爵二年（前60年），行政機構西域都護府所管轄範圍則已不只36國。《汉书·西域传》亦記載在公元前6年－5年期間，西域逐漸分裂為50餘國。1世紀开始，半独立的西域各國相互之間不斷兼併，至4世紀時逐漸形成了鄯善、車師等幾個大國並起的局面。後魏晉設西域長史府，南北朝時期，西域各國臣服于北朝。5世紀—6世紀，西域局勢再度變化，新興的高昌國相繼打敗西域諸個國家，建立了一個地跨新疆大部的強國，除少數國家外西域諸國向西遷徙，為中亞地區帶來了繁榮的文化。
隋唐時，中原王朝軍隊在消滅西突厥勢力後，除当地汉族的高昌國不服統治被收入版圖以外，西域各國均臣服唐廷。不久西域統治交由安西都護府及北庭都護府進行處理，在西域設立了完備的行政體系，逐步将西域划归陇右道，并设立安西四镇作为西域地区的主要城市，自此西域地區成爲唐朝的一部分，唐玄宗开元十年（722年）曾设立碛西节度使，统辖安西、北庭两大都护府。经由李唐经营，至8世纪时期“天下称富庶者无如陇右”，陇右成为当时中国最为富裕的地方。安史之亂后的34年，唐廷逐漸放棄之前的安西都護府。宋時遼朝西遷西域，是爲西遼，後為蒙元所滅。明朝時，西域不在治內，廣義上的西域一詞的概念包含了從嘉峪關到伊斯坦布爾之間的廣闊中西亞地區。
同一時期西域取代河西，成為重要的流放地。唐貞觀十六年（642年），規定將死罪減等，發往西州（即高昌，今吐魯番市）屯戍。自此之後直到安史之亂前，西域就成為唐政府安置流放犯人的主要地區，如裴伷先、楊德裔、李義府諸子及其女婿，都在高宗和武週時被流放到庭州（今烏魯木齊、瑪納斯、昌吉、奇台等地）。
到清高宗乾隆二十四年（1759年）時消滅了統治西域的蒙古準格爾部，設置府縣移民管轄，清末設新疆省，一直延續至中華民國和中華人民共和國。
| 國名                                                                                                   | 今地                                   | 興盛時期 | 滅亡時期 | 灭亡原因       |
| --- | -------------------------------------- | -------- | -------- | -------------- |
| 鄯善（楼兰）                                                                                           | 中國新疆若羌縣一帶                     |          |          | 被疏勒所滅     |
| 婼羌                                                                                                   | 中國新疆若羌縣東南                     |          |          |                |
| 烏秅                                                                                                   | 中國新疆塔什庫爾干縣西南方一百五十公里 |          |          |                |
| 西夜                                                                                                   | 中國新疆葉城縣南                       |          |          |                |
| 子合                                                                                                   | 中國新疆西南                           |          |          |                |
| 捐篤                                                                                                   | 中國新疆烏恰縣西方一百公里             |          |          |                |
| 小宛                                                                                                   |                                        |          |          | 被鄯善兼併     |
| 精绝                                                                                                   |                                        |          |          | 被鄯善兼併     |
| 且末                                                                                                   | 中國新疆且末縣附近                     |          |          | 被鄯善兼併     |
| 于闐                                                                                                   | 中國新疆和闐縣附近                     |          |          | 接受唐朝統治   |
| 戎卢                                                                                                   |                                        |          |          | 被于闐兼併     |
| 扞罙                                                                                                   |                                        |          |          | 被于闐兼併     |
| 渠勒                                                                                                   |                                        |          |          | 被于闐兼併     |
| 皮山                                                                                                   |                                        |          |          | 被于闐兼併     |
| 三封                                                                                                   |                                        |          |          |                |
| 龜玆                                                                                                   | 中國新疆庫車縣附近                     |          |          | 接受唐朝統治   |
| 姑墨                                                                                                   |                                        |          |          | 被龜玆兼併     |
| 温宿                                                                                                   | 中國新疆溫宿縣附近                     |          |          | 被龜玆兼併     |
| 尉頭                                                                                                   |                                        |          |          | 被龜玆兼併     |
| 伊循                                                                                                   |                                        |          |          |                |
| 臨戎                                                                                                   |                                        |          |          |                |
| 疏勒                                                                                                   | 中國新疆喀什市                         |          |          | 接受唐朝統治   |
| 莎車                                                                                                   | 中國新疆莎車縣附近                     |          |          | 被疏勒兼併     |
| 竭石                                                                                                   |                                        |          |          | 被疏勒兼併     |
| 焉耆                                                                                                   | 中國新疆焉耆縣附近                     |          |          | 接受唐朝統治   |
| 危須                                                                                                   |                                        |          |          | 被焉耆兼併     |
| 尉犂                                                                                                   | 中國新疆尉犁縣附近                     |          |          | 被焉耆兼併     |
| 山國                                                                                                   |                                        |          |          | 被焉耆兼併     |
| 車師                                                                                                   | 中國新疆吉木薩爾縣及吐魯番盆地一帶     |          |          | 被高昌兼併     |
| 高昌                                                                                                   | 吐魯番盆地一帶                         |          |          | 被唐朝軍隊滅亡 |
| ：中國南北朝時期以前存在的國家。 ：接受唐朝招安，從屬安西、北庭都護府的國家。 ：被唐朝軍隊滅亡的國家。 |                                        |          |          |                |

## 延伸阅读
[在维基数据编辑]
 《漢書·卷096上》，出自班固《漢書》
 《漢書·卷096下》，出自班固《漢書》
 《東觀漢記》
 《新元史/卷254》，出自柯劭忞《新元史》

### 引用
1. ↑  冯承钧编 《西域地名》第5页序例 中华书局 1955
2. ↑  李江凤，《丝绸之路前夕和气候变化》，1992年；中国高等教育出版社《中国历史地理学》第125頁。
3. ↑  Chen, Yuan Julian. . Journal of Early Modern History. 2021-10-11, 25 (5): 422–456  [2022-03-23]. ISSN 1385-3783. doi:10.1163/15700658-bja10030. （原始内容存档于2022-06-24）.
4. ↑  钮勤瀚.减死朔方谁考验,徙家合浦竟飘零——历代谪戍流放地图[J].地图,2004(4):33-41 的存檔，存档日期2025-08-04.